# Jornal O País (Moçambique)
O Jornal O País é um jornal moçambicano lançado em 2005 como um jornal impresso semanário e, ao longo dos anos, tornou-se diário. Nessa altura, o jornal foi o primeiro matutino a cores em Moçambique e até colocou em circulação cerca de 30 mil exemplares. 
Da propriedade do Grupo SOICO, que também é proprietária da STV, o jornal hoje tem uma publicaçãO 100 % digital.
Em 2020 foi eliminada a edição impressa, devido à pandemia da COVID-19 que impôs restrições, até no uso do papel.
De acordo com o Presidente do Conselho de Administração do Grupo SOICO, Daniel David, desde a sua criação, o jornal “O País” tem trilhado um percurso ousado, rompendo padrões e recriando modelos de comunicação.
O slogan do jornal é "a verdade como notícias".
A actual directora do jornal é Olívia Massango.